# Добановци
Добановци (на сръбски: Добановци) е град в община Сурчин, Белградски окръг, Сърбия.

## География
Добановци е разположен в югоизточната част на историческата област Срем, северозападно от административния център Сурчин и западно от международното летище „Никола Тесла“. Северно от града преминава автомагистралата от Белград за Загреб.

## Население
Населението на града възлиза на 8503 жители (2011 г.).
Етнически състав (2002 г.):
- сърби – 7524 жители (92,56%)
- словаци – 232 жители (2,85%)
- югославяни – 38 жители (0,46%)
- хървати – 30 жители (0,36%)
- черногорци – 27 жители (0,33%)
- цигани – 24 жители (0,29%)
- македонци – 16 жители (0,19%)
- други – 37 жители (0,40%)
- недекларирали – 24 жители (0,29%)